# Ornithocephalus numenius
Ornithocephalus numenius är en orkidéart som beskrevs av Antonio Luiz Vieira Toscano och Robert Louis Dressler. Ornithocephalus numenius ingår i släktet Ornithocephalus och familjen orkidéer. Inga underarter finns listade i Catalogue of Life.